# Vier für ein Ave Maria
Vier für ein Ave Maria (Originaltitel: I quattro dell’ Ave Maria) ist ein Italo-Western aus dem Jahr 1968.

## Handlung
Die Handlung setzt unmittelbar nach den Geschehnissen aus Gott vergibt – Django nie! ein. Cat Stevens und Hutch Bessy sind auf dem Weg nach El Paso, um die Kopfgeldprämie, die auf den Verbrecher Bill San Antonio ausgesetzt war, und die Belohnung für die Wiederbeschaffung der gestohlenen 300.000 Dollar zu kassieren. Bevor San Antonio starb, erzählte er Cat, dass es in der Stadt einen Banker namens Harold gibt, mit dem er gemeinsame Sache machte. Diesem statten die beiden einen Besuch ab und bringen ihn dazu, einen Scheck mit einer beträchtlichen Summe zu unterschreiben. 
Daraufhin hetzt Harold ihnen den im Gefängnis sitzenden Banditen Cacopoulos (Caco) auf die Fersen, dem er für die Wiederbeschaffung des Geldes die Freiheit verspricht. In einer Unterhaltung zwischen den beiden erfährt man, dass Harold und die Verbrecher Paco und Drake einst Cacopoulos‘ Kameraden waren, ihn aber nach einem Raubüberfall hintergingen, sodass er die letzten 15 Jahre im Gefängnis saß. Anstatt Harold zu gehorchen, erschießt Cacopoulos ihn und plant einen Rachefeldzug. Zunächst verfolgt er Cat und Hutch und jagt den beiden ihr Geld ab. In einer kleinen Stadt, in der Cacopoulos das Geld unter die Leute bringt, finden sie ihn wieder. Cacopoulos erzählt ihnen von Paco und Drake. Um wieder an ihr Geld zu kommen, helfen die beiden ihm widerwillig. 
In einem mexikanischen Außenposten, in dem Scheinprozesse für fahnenflüchtige Mexikaner abgehalten werden, hat Paco den Vorsitz. Zusammen mit einer Horde mexikanischer Halunken, denen Cat viel Geld versprochen hat, schaffen es die drei, den Posten einzunehmen. Cacopoulos erschießt Paco in einem Duell. Anschließend machen sie sich auf den Weg zu Drake. Dabei werden sie erneut von Cacopoulos verraten.
In der Stadt Fair City, in der sich alles ums Glücksspiel dreht, finden sie Cacopoulos wieder. Dieser hat inzwischen den Rest von Cats und Hutchs Geld in einem Casino verspielt. Cacopoulos erzählt den beiden vom Verdacht des Betrugs im Casino. Dies bestätigt sich in der darauffolgenden Nacht, in der Cat, Hutch und ein afroamerikanischer Freund und Akrobat namens Thomas in das Casino einbrechen. Unter dem Dach und im Keller finden sie Vorrichtungen, um beim Roulette die nächste Zahl zu bestimmen. Mit diesem Wissen gehen sie am nächsten Abend ins Casino. Während Cat, Hutch und Thomas die Vorrichtungen kontrollieren, gewinnt Cacopoulos am Roulettetisch ein Vermögen und sprengt die Bank. Dies lockt Drake, den letzten von Cacopoulos‘ ehemaligen Kameraden und Leiter des Casinos, aus der Reserve. In einer Schießerei und einem anschließenden Duell können die vier alle von Drakes Leuten erschießen und Drake verwunden. Cacopoulos überlässt ihn jedoch der Justiz, nachdem den Casinobesuchern der organisierte Betrug offengelegt wurde. Dadurch kann Drake selbst mal erfahren, wie es ist, durch das Gitterfenster seiner Gefängniszelle auf einen Galgen zu starren, der für ihn bestimmt ist.
Am Ende des Films haben Cat und Hutch ihr Geld wiedererlangt und reiten zusammen mit Cacopoulos von dannen.

## Hintergrund
Der Film ist der zweite Teil einer Trilogie, die mit Gott vergibt – Django nie! beginnt und mit Hügel der blutigen Stiefel endet. Der Film ist in den USA unter dem Titel Ace High erschienen.

## Deutsche Fassungen
Der Film wurde zweimal deutsch synchronisiert. 1969 entstand die erste deutsche Fassung für die Kinoauswertung bei der Berliner Synchron GmbH. Das Buch schrieb Gerhard Vorkamp und Regie führte Dietmar Behnke. Diese Bearbeitung ist um ca. 5 auf 128 Minuten gekürzt, ab 18 freigegeben und nicht verfügbar. Sie wird weder im TV ausgestrahlt noch wurde sie auf DVD veröffentlicht.
1977 wurde eine zweite Synchronisation wiederum bei der Berliner Synchron GmbH in Auftrag gegeben. Buch und Dialogregie lagen diesmal in der Hand von Arne Elsholtz. 
Um eine Freigabe ab 16 Jahren zu erhalten, wurde der Film um Actionszenen auf eine Länge von ca. 122 Minuten gekürzt und mit mehr Humor angereichert. Spätere Fernsehausstrahlungen, die alle auf dieser Fassung beruhen, wurden noch stärker gekürzt und erhielten schließlich eine Freigabe ab 12.
| Darsteller        | Rolle        | Kinosynchronisation | Neusynchronisation |
| ----------------- | ------------ | ------------------- | ------------------ |
| Terence Hill      | Cat Stevens  | Claus Jurichs       | Thomas Danneberg   |
| Bud Spencer       | Hutch Bessy  | Arnold Marquis      | Wolfgang Hess      |
| Eli Wallach       | Cacopoulos   | Gerd Martienzen     | Martin Hirthe      |
| Brock Peters      | Thomas       | Michael Chevalier   | Joachim Kemmer     |
| Kevin McCarthy    | Drake        | Heinz Petruo        | Jürgen Thormann    |
| Steffen Zacharias | Mr. Harold   | Curt Ackermann      | Eric Vaessen       |
| Tiffany Hoyveld   | Thomas’ Frau | Traudel Haas        | Marianne Lutz      |

## Kritiken
- „Derbe Scherze für Dosenbier-Abende“ … „grobschlächtige, aber effektvolle Persiflage auf Sergio Leones Italowestern“. (TV Spielfilm)

- „Ein unterhaltsamer italienischer Western mit einer episodischen Handlung voller Donquichotterien. Das Showdown ist besonders gut inszeniert, das Script ist oft sehr komisch, und Giuseppe Colizzi zeigt – wenn auch nur sporadisch – ein scharfes Auge für Stimmungen und Details“.[6] (Monthly Film Bulletin)

- „Der beste von den drei äußerst gelungenen und originellen Western von Giuseppe Colizzi mit einem angenehmen Carlo-Rustichelli-Score“.[7] (Ulrich P. Bruckner)

- Joe Hembus stellt fest, mit Vier für ein Ave Maria wiesen der Regisseur und die Hauptdarsteller dem Italowestern seine Zukunft als Spaßwestern. Der Film warte „dauernd mit erheiternden Überraschungen auf“, Colizzi beherrsche „die Kunst, den Zuschauer auf etwas ganz Furchtbares vorzubereiten, um ihn dann mit etwas furchtbar Komischen zu erfreuen“.[8]

## DVD-Veröffentlichung
2012 wurde der Film von Paramount Pictures erstmals auf DVD veröffentlicht.